# تحشف الغشاء
تحشف أو فساد في الكيمياء تقنية الأغشية (بالإنجليزية: Fouling) هو بصفة عامة انسداد الغشاء أثناء عملية ترشيح. وتصنف أنواع التحشف بنوعين: التحشف أو الفساد العادي، التحشف البيولوجي وفيه يظهر العفن.

## التحشف بصفة عامة
عند استخدام اتقنية الاغشية في الترشيح الميكروني والترشيح المستدق فان الأغشية تتعرض لتراكم حبيبات علي سطحها مما يؤدي إلى تكوّن كيك ترشيح. وقد يكون تأثيره شديدا بحيث يصبح الترشيح الميكروني ترشيحا مستدقا (فائقا) وتقل سرعة الترشيح وقد تتوقف تماما. ولكي نقلل تكوّن كيك الترشيح يستغل تأثير القمط الأنبوبي Pinch-Effekt في الترشيح باستخدام ألياف فارغة للترشيح بطريقة ترشيح الجريان التقاطعي.

## تحشف حيوي
التحشف الحيوي أو العفن هو عبارة عن تكاثر البكتيريا على غشاء الترشيح، فتعمل على توقيف عملية الترشيح. وعند ترشيح المياه تتراكم جراثيم على سطح الغشاء حيث تأتي لها المواد الغذائية جاهزة.

## تحشف غير عضوي
التحشف الغير عضوي هو نوع من التحشف الغروي (حبيبات تمتص مياه فتنفش) حيث تتراكم مواد غير عضوية على سطح الغشاء فتسده. ومن ضمن تلك المواد حبيبات السيليكات ومختلف أنواع التربة مثل (الطفل الذي يصنع منه الفخار) ومركبات هيدروكسيدات الفلزات؛ وهنا يلعب الألمونيوم والحديد أو هيدروكسيد المنجنيز دورا هاما. وتتجمع مركبات من تلك المواد على سطح الغشاء، بل ويستقر بعضها في داخله ولذلك فإن غسيل الغشاء لا يؤدي أحيانا إلى إزالتها بالكامل وتسليك الغشاء.

## مكافحة التحشف
الطريقة المعتادة هي غسيل الأغشية. وفي هذه الطريقة يمرر محلول راشح في الاتجاه العكسي لطرد حبيبات الكيك. وعادة ينفصل الجزء الأكبر من كيك الترشيح وتتسلك الأغشية وتتخلص منه.
وأما لمكافحة التحشف الحيوي فلا تكفي هذه الطريقة حيث أن البكتيريا تقي نفسها تحت طبقة مخاطية تحميها، وفي كثير من الأحيان يصعب النفاذ في تلك الطبقة. ولكن بالطرق الكيميائية يمكن التخلص منها وتنظيف الغشاء. كما توجد طريقة أخرى وهي معالجة الأغشية بمحفزات فلزية قبل القيام بتنظيفها. وأحيانا لا ينفع حتى معالجة الاغشية بإضافة «بيوزيد» Biozid ، نظرا لأن الجراثيم الميتة تستقر في الغشاء ولا تنفصل عنه.

## الأهمية الاقتصادي للتحشف في تقنية الأغشية
إن تكون طبقة على سطح الغشاء يلعب دورا في عملية الترشيح. فهي تبطيء سرعة ترشيح وحدة الترشيح مما يلزم صيانة الأغشية وتنظيفها (وهذا بحسب تركيبة المحلول المراد ترشيحه). ففي حالة التنظيف عن طريق تمرير الراشح في عكس الاتجاه وعندما يكون الكيك المتكون سميكا، فيلزم تنظيف الغشاء كل 1/4 أو كل 1/2 ساعة. إلا أن ذلك يستهلك طاقة كبيرة. وبالإضافة إلى ذلك يتوقف الجهاز خلال فترة الصيانة ويتوقف الإنتاج. كما أن الكيماويات المستخدمة في مكافحة الكيك وضرورة التخلص منه كنفايات تعد مصدرا آخرا لصرف المال مما يزيد من تكلفة الإنتاج.

## اقرأ أيضا
- ترشيح جريان تقاطعي
- مرشح مستدق
- كيك ترشيح
- ترشيح نانوي
- طهارة مياه الشرب
- مستبعد (كيمياء)